# Тит Вергиний Трикост Целимонтан (консул 448 пр.н.е.)
Вижте пояснителната страница за други личности с името Тит Вергиний Трикост Целимонтан.
Тит Вергиний Трикост Целимонтан (на латински: Titus Verginius Tricostus Caelimontanus) e политик на Римската република през 5 век пр.н.е.
Произлиза от патрицианската фамилия Вергинии. Вероятно е син на Спурий Вергиний Трикост Целимонтан (консул 456 пр.н.е.).
През 448 пр.н.е. той е консул с колега Спурий Херминий Корицинезан.